# Гольяк
Гольяк (алб. Gollak, серб. Гољак, — горный регион в восточной части Косова, граничащий с областью Лаб на западе. Города Приштина и Гнилане в Косове и Сигаринская Баня находятся около данной горы. Самая высокая вершина Велья Глава (Velja glava) имеет высоту 1181 м (3875 фут) над уровнем моря.